# Stilbogryllus nemobioides
Stilbogryllus nemobioides är en insektsart som först beskrevs av Lucien Chopard 1936.  Stilbogryllus nemobioides ingår i släktet Stilbogryllus och familjen syrsor. Inga underarter finns listade i Catalogue of Life.